# Ianthellidae
Ianthellidae é uma família de esponjas marinhas da ordem Verongida.

## Gêneros
- Anomoianthella Bergquist, 1980
- Hexadella Topsent 1896
- Ianthella Gray, 1869